# Хайнрих II фон Монфор-Тетнанг
Хайнрих II (V) фон Монфор-Тетнанг (на немски: Heinrich II (V), Graf von Montfort-Tettnang; † между 1394 и 25 септември 1397) е граф на Монфор-Тетнанг в Баден-Вюртемберг.

## Произход
Той е вторият син на граф Хайнрих III (IV) фон Монфор-Тетнанг († 1408) и втората му съпруга графиня Аделхайд фон Хабсбург-Лауфенбург († ок. 1370), дъщеря на граф Йохан I фон Хабсбург-Лауфенбург († 1337) и Агнес фон Верд († 1352). Брат е на Рудолф V (VI) фон Монфор-Ротенфелс-Шеер († 1425), ландграф в Горна Швабия и Вилхелм IV фон Монфор-Тетнанг († 1439). Полубрат е на граф Хуго X (XI) фон Монфор-Тетнанг († сл. 1411).

## Фамилия
Хайнрих II се жени за Анна фон Валдбург († 1429), дъщеря на граф Йохан II фон Валдбург († 1424) и Катарина фон Цили († 1389). Те имат две деца:
- Хуго фон Монфор († сл. 1390)
- Клара фон Монфор († сл. 1449)

Вдовицата Анна фон Валдбург се омъжва втори път на 25 септември 1397 г. за фрайхер Стефан II фон Гунделфинген († 1428).